# Kaprekarjevo število
Kaprékarjevo števílo je v matematiki pozitivno celo število, za katerega lahko v dani osnovi števke njegovega kvadrata razdelimo na dve števili z enakim številom števk, kot jih ima število, pri čemer je vsota novih števil enaka številu samemu. Pri tem velja:
{\displaystyle k^{2}=l\,10^{n}+r\,\!\;,}
{\displaystyle k=l+r;\quad n\geq 1,l\geq 1,0<r<10^{n}\,\!\;.}
Število 1 je Kaprekarjevo po dogovoru, saj velja:
{\displaystyle 1^{2}=0\cdot 10^{n}+1,\quad 1=0+1\,\!\;.}
{\displaystyle 9:9^{2}=81;8+1=9\,\!}
{\displaystyle 45:45^{2}=2025;20+25=45\,\!}
{\displaystyle 55:55^{2}=3025;30+25=55\,\!}
{\displaystyle 99:99^{2}=9801;98+1=99\,\!}
{\displaystyle 297:297^{2}=88209;88+209=297\,\!}
{\displaystyle 703:703^{2}=494209;494+209=703\,\!}
{\displaystyle 999:999^{2}=998001;998+1=999\,\!}
{\displaystyle 2223:2223^{2}=4941729;494+1729=2223\,\!}
Prva Kaprekarjeva števila so (OEIS A006886):
1, 9, 45, 55, 99, 297, 703, 999, 2223, 2728, 4879, 4950, 5050, 5292, 7272,...
Kaprekarjeva števila se imenujejo po indijskem matematiku Šriju Datatreju Ramačandru Kaprekarju (1905-1986), ki jih je predstavil leta 1980.
Vsako število oblike 10n za n ≥ 1 je Kaprekarjevo, saj velja:
{\displaystyle \left(10^{2}-1\right)^{2}=\left(10^{n}-2\right)10^{n}+1\;,}
{\displaystyle 10^{n}-1=\left(10^{n}-2\right)+1\;.}
Vidi se, da število 0 ni Kaprekarjevo.

## Druge značilnosti
Soda popolna števila so Kaprekarjeva v dvojiškem sistemu.
Na primer:
{\displaystyle 6_{[2]}=110\;,}
{\displaystyle 110^{2}=100100,\quad 10+0100=110\;,}
ali:
{\displaystyle 496_{[2]}=111110000\;,}
{\displaystyle 111110000^{2}=111100000100000000,\quad 11110000+0100000000=111110000}
Tudi za druge potence obstajajo Kaprekarjeva števila.